# Tinie Tempah
 (novembre 2018).
Le contenu est difficilement compréhensible vu les erreurs de traduction, qui sont peut-être dues à l'utilisation d'un logiciel de traduction automatique.
Tinie Tempah né Patrick Chukwuemeka Okogwu le 7 novembre 1988 à Plumstead (Royaume-Uni), est un rappeur, chanteur et auteur-compositeur-interprète anglais. Il a signé chez Parlophone Records depuis 2009, une filiale de Warner Music Group. Il a créé son propre label Disturbing London Records en 2007 avec son cousin, Dumi Oburota.
Après la sortie d'un certain nombre de mixtapes, il sort en octobre 2010 son premier album, Disc-Overy. Après deux singles numéro un au Royaume-Uni, Pass Out et Written in the Stars, l'album arrive en tête du hit-parade et se voit certifié Platine l'année suivante. En février 2011, il remporte deux Brit Awards.
En novembre 2013, il sort son deuxième album, intitulé Demonstration. Après que les singles Trampoline et Children of the Sun figurent dans le top 10, l'album s'affiche à la troisième place du hit-parade et est certifié Or par la BPI en 2014[source insuffisante].
En juin 2015, il sort Not Letting Go, le premier single de son troisième album Youth. Tinie Tempah atteint ainsi son sixième single numéro un au Royaume-Uni, surpassant alors Dizzee Rascal dans la catégorie des artistes de rap. Son dernier album Youth sort en avril 2017.

## Biographie
Tempah naît à Londres, fils de parents Igbo originaires du Nigeria. Son deuxième prénom, Chukwuemeka, signifie « Dieu a fait plus »" en Igbo.
Jusqu'à ses 12 ans, Tempah vit dans le Aylesbury Estate, le sud-est de Londres, avec ses parents et ses trois petits frères et sœurs : Kelly, Kelvin et Marian. Sa famille déménage ensuite à Plumstead, et Tempah fréquente l'école catholique de Saint-Paul, dans les environs de Abbey Wood. Après son certificat d'étude, il étudie les médias, la psychologie et les études religieuses à Saint Francis Xavier Sixth Form College,. À 12 ans, Tempah conçoit son nom de scène après avoir vu une vidéo pour So Solid Crew's 21 Seconds. Il utilise un dictionnaire des synonymes en classe, et juxtapose tempah (tempérament), synonyme de « colère », avec tinie (minuscule), pour atténuer le son agressif de tempah.
Au sujet de son éducation à Londres, Tempah affirme : « Londres est l'un des seuls endroits au monde où vous pouvez vivre dans un HLM et voir une très belle maison mitoyenne au coin de la rue. Grandir dans cet environnement a été une source d'inspiration, ça m'a permis de rester motivé ». Il a dit qu'il a considéré poursuivre ses études, en déclarant : « Je tiens absolument à être dans une situation financière où je peux me permettre d'aller à Cambridge, Oxford ou quelque part. Je voudrais étudier quelque chose comme la gestion artistique ou quelque chose de totalement différent comme la physique, ce à quoi personne ne s'attendrait, vu que j'aime les défis ».

## Carrière

### 2005–2008: début de carrière
La carrière musicale de Tempah a commencé en 2005 quand il a rejoint la Réplique Hooligans (Réplique d'Enregistrements), l'enregistrement des centaines de chansons avec les collègues des Hooligans. Sa première mixtape, Chapitre 1 : Verset 22, a été publié avec la Réplique Records en 2005, gratuitement mixtape. En 2006, Tempah a gagné beaucoup de airplay sur la musique britannique de la chaîne TV Canal AKA pour sa chanson les Larmes, et plus tard a gagné plus de reconnaissance pour la Femme. Plus tard dans l'année, il a collaboré sur une piste avec la crasse artiste Ultra et les producteurs et auteurs-compositeurs de l'Agent X. Il a sorti la mixtape Hotte Salle d'économie 147 : Les 80 Minutes de cours en 2007 et à gauche de l'étiquette plus tard cette année. Quand on lui demande pourquoi il est parti, il a déclaré qu'il se sentait Réplique n'a pas de respect de lui comme d'un artiste et qu'il était temps de passer.
Tempah, en collaboration avec son manageur et le cousin de Dumi Oburota fondé le label indépendant Inquiétant Londres principalement comme un débouché pour Tempah est de la musique, mais avec l'idée de faire signer d'autres jeunes artistes. Selon Dumi : « Nous voulions avoir une plate-forme pour mettre notre musique et il n'y avait pas de Def Jam ou de Roc-A-Fella label équivalent en Angleterre. [Aussi] j'ai voulu créer un important label indépendant avec la qualité des artistes. Je me sentais comme les grands labels avait perdu la passion pour la musique ». Les activités de l'étiquette ont d'abord été en grande partie financée par des prêts aux étudiants et le produit de l'achat et la vente de voitures. Troublant de Londres aussi de produire une gamme de vêtements que Tinie porte et de promotion.
Lorsque le scoutisme et consultant en musique de Jade Richardson vu Tempah à l'exécution de 2009 Wireless Festival, elle a appelé Parlophone Records président Miles Leonard disant : « Vous avez pour vérifier ce mec Tinie Tempah. Il est venu sur le midi et il y a environ 1 000 jeunes de crier pour lui. Il ne fait que mettre de l'une de libération indépendante et il a une énorme audience. » Leonard et A&R Nathan Thompson visité Tempah et son manager Dumi dans leur studio quelques semaines plus tard et ont été très impressionnés d'entendre parler du travail qu'ils l'avaient déjà fait dans le développement de Tempah de la carrière et par les plans ambitieux qu'ils avaient pour son avenir. Leonard dit HitQuarters : « j'ai pensé que c'était incroyable que l'artiste et le gestionnaire faisaient tellement vite avec si peu… Qui a impressionné autant que la musique. » Tempah a annoncé sa signature à Parlophone en octobre 2009 par un concours sur son blog, avec le gagnant invité pour le thé au Claridge's pour célébrer l'affaire.
Une rupture majeure est venu quand Sony a lancé sa PlayStation Portable et utilisé un titre avec Yasmin et DJ Ironik, et Atlantic/Warner pour le futuriste Wipeout Pure. Il en est résulté une promotion de la tournée Européenne aux côtés de l'aime de Balancement et Dizzee Rascal.

### 2009–2011: Succès etde Découverte

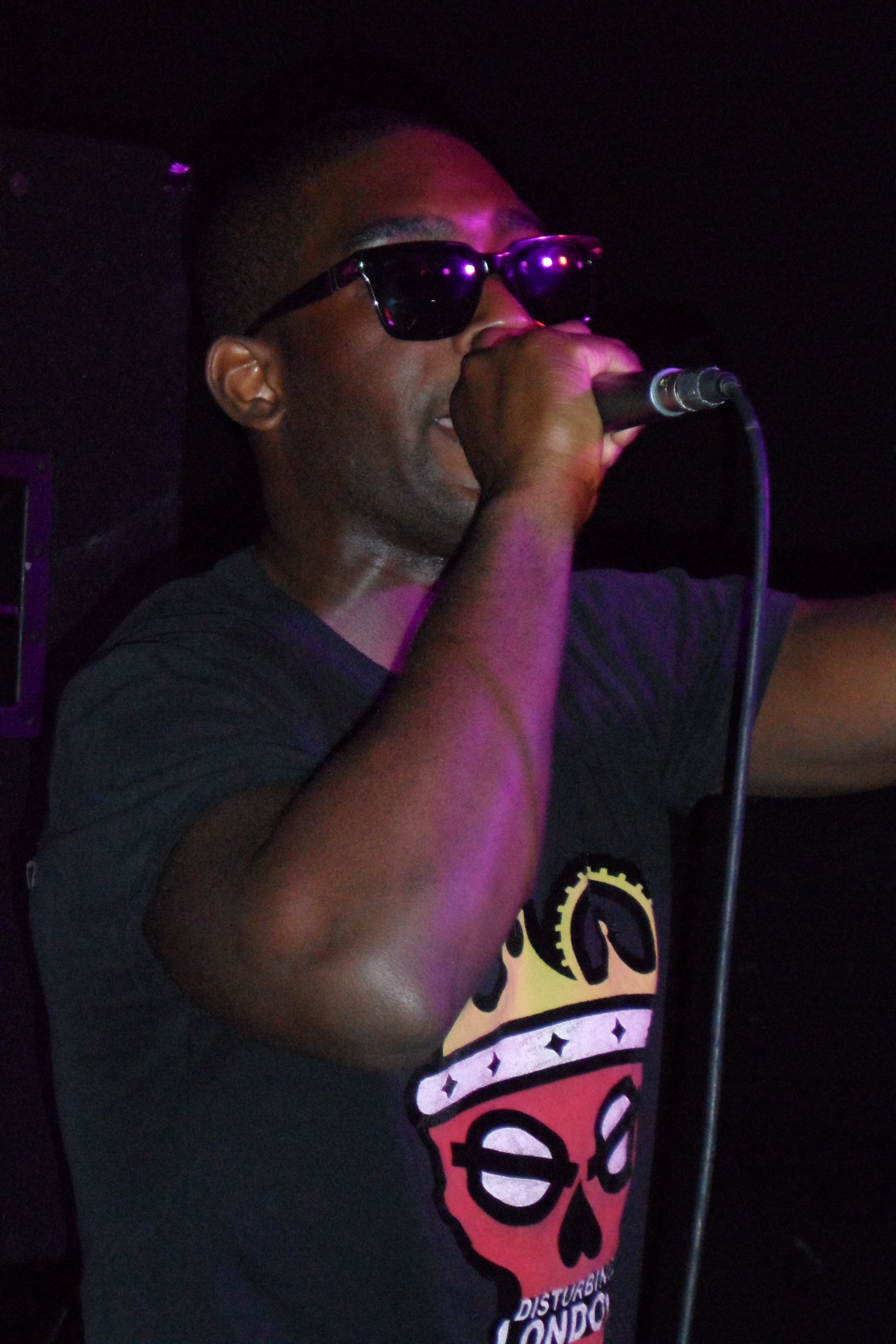
Tinie Tempah en effectuant à Wrongbar à Toronto, au Canada, en mai 2011. Tournée et la promotion de la Découverte en Amérique du Nord repoussé la sortie de Tempah deuxième album pour 2013.

Tempah sort son premier single Pass Out par Parlophone, le 28 février 2010. Il est entré dans le UK Singles Chart, au numéro 1, après avoir vendu un peu plus de 92 000 exemplaires dans sa première semaine, et vendu suffisamment pour rester à la première place pour une deuxième semaine. Tempah en tournée avec Tamia en février 2010, à l'appui de Rihanna pour quatre dates en mai sur sa de 10 date de la tournée Britannique avec Tinchy Stryder et Pixie Lott. Tempah réalisée à Radio 1's Big Weekend à Bangor, le 22 mai 2010 sur la nouvelle musique que nous avons confiance en scène. Il a également fait des tournées avec Mr Hudson en mai 2010, en tant que performer à de nombreux été balles à diverses universités à travers le Royaume-Uni.[réf. nécessaire]
Tempah deuxième single Fringants a été publiée le 6 juin 2010, en entrant dans le UK Singles Chart, au numéro 2. Fringants pourrait ensuite être utilisée pour un 2013 Bacardí commercial de la publicité pour son nouveau ananas saveur. Tinie Tempah a joué un hôte du festival des dates tout au long de l'été, y compris les Summertime Ball au stade de Wembley, le 6 juin 2010, à Wakestock à Abersoch le 3 juillet 2010, deux T4 sur la plage et le Wireless Festival de Londres, Hyde Park, le 4 juillet, et V Festival sur les 21 et 22 août 2010. Il a également eu l'honneur de jouer son premier single Pass Out, le 25 juin 2010 à Glastonbury sur la pyramide de la scène avec Snoop Dogg.
Tempah sort son troisième single Écrit dans les Étoiles, le 19 septembre 2010. Ce nouveau tracé au numéro 1 dans le UK Singles Chart, la vente de plus de 115 000 exemplaires dans sa première semaine (le plus grand de vente unique à ce jour), et de la cartographie dans un certain nombre d'autres pays. Écrit dans les Étoiles va être utilisé pour un WrestleMania XXVII compte à rebours promo lors de la WWE PPV Royal Rumble, le 30 janvier 2011, et a été confirmé plus tard par la WWE qu'il serait le thème officiel de WrestleMania XXVII. C'est aussi la chanson thème de l'2011 MLB de fin de saison, et a été utilisée comme entrée chanson pour les Giants de New York avant le Super Bowl XLVI.
Tempah a fait équipe avec la Swedish House Mafia pour son quatrième single Miami 2 Ibiza, qui a été publié le 1er octobre 2010. Cela a atteint un sommet de numéro 4 dans le UK Singles Chart et lui a donné son premier numéro 1 aux Pays-Bas Mega Single Top 100 graphique. Tempah tant attendu premier album de la Découverte a été publié le 4 octobre 2010, mettant en vedette son ancien tracé de singles. Le 11 octobre 2010, il a lancé sa première tournée en Grande-Bretagne qui a été pris en charge par Chiddy Bang. Dans le même mois, il a reçu son premier 2 MOBO Awards. Tempah également en vedette sur le Tinchy Stryder single Game Over, qui a été publié le 15 novembre 2010 et a atteint le numéro 22 sur le UK Singles Chart.
Le 25 décembre, Tempah a publié son cinquième single Invincible avec Kelly Rowland, qui a culminé au numéro 11 sur le UK Singles Chart. Wonderman, mettant en vedette Ellie Goulding, a été libéré et a été le sixième officielle unique. Tempah rejoint Usher sur la partie Européenne de sa OMG Tour en janvier 2011.
Tempah a été nommé pour quatre Brit Awards faisant de lui le plus de nomination de l'artiste à la cérémonie, et, le 15 février 2011, il a remporté son premier Brit Awardde la meilleure britanniques percée acte, ainsi que d'un Brit pour mieux britannique unique.
Le 7 mars 2011, Tempah a exprimé son désir pour son prochain album à aller triple disque de platine. « Je crois en 2011, vers la fin de celui-ci, je vais faire une arène de tour et de le vendre hors – alors, je pense que je vais sortir un autre album, et je croise les doigts, il peut aller platine de nouveau, et double disque de platine, et triple. Disons simplement vendre un million de dollars. » Au début de 2011, Tinie Tempah a annoncé un Royaume-Uni Arena tour, avec prise en charge des actes de Nero, Labrinth et Chase and Status (After Party DJ Set).[réf. nécessaire]
En 2011, Labrinth révèle que Tempah diffusera prochainement un titre intitulé Pass Out aux États-Unis, une collaboration avec une vedette reconnue du rap américain. Tinie Tempah fait la première partie avec Big Sean entre autres, sur la tournée Generation Lasers Tour de Lupe Fiasco. Le 28 novembre 2011, Tinie Tempah anime un épisode de l'émission de Télévision Never Mind the Buzzcocks. Dans le même mois, Tinie Tempah publie deux nouveaux sons : Like It or Love It avec Misérable 32 et J. Cole, et Lucky Cunt avec Big Sean. Le 16 décembre, Tempah publie une mixtape de neuf titres intitulé Happy Birthday qui sera désignée meilleur EP de 2011 lors de la récémonie des Official Mixtape Awards 2012. Au début de 2012, Tempah fait partie d'un son avec Eric Turner et Lupe Fiasco intitulé Angels and Stars.

### 2012–2014:Démonstration
En décembre 2010, alors qu'il est en train de composer son deuxième album, Tinie Tempah déclare que celui-ci comporterait plus de musique électronique. La sortie de l’album est initialement prévue pour la fin de l'année 2011,. Lors d'une interview, Tempah dit de son deuxième album : « J'ai toujours aimé travailler avec des gens différents sur chaque projet que je fais, juste pour vous donner un son et un angle différents. Je vais également travailler avec une partie des gens avec qui j'ai réalisé le premier album, vous savez ce que l'on dit : s'il n'y a pas de problème, pas besoin de chercher à le résoudre ». Tempah avait espéré collaborer avec d'autres artistes tels que Toronto, Drake, et Adele. Au Brit Awards en 2012, il annonce le titre de son deuxième album : Démonstration. Le 24 juin 2012, Tempah se produit sur la scène principale du Radio 1 Hackney Week-end, jouant deux de ses plus récentes chansons : Mosh Pit, et Drinking from the Bottle, sur lequel il chante avec Calvin Harris, l'artiste principal du titre qui apparaît sur le dernier album de celui-ci 18 Months. Le 12 août, Tempah chante Written in The Stars dans un medley aux côtés de Jessie J et Taio Cruz lors de la cérémonie de clôture des Jeux olympiques d'été de 2012 à Londres.
Le premier single de Démonstration, Trampoline, a été créée le MistaJam, de la BBC Radio 1Xtra montrer le 2 juillet 2013, et la lyric vidéo a été créée peu de temps après. Il dispose de 2 Chainz et a été produit par Diplo, et a été libéré le 4 août 2013 dans le Royaume-Uni, avec un pic au numéro 3 dans le UK Singles Chart. Dans l'interview avec MistaJam, Tempah cites Dizzee Rascal et Si Solide Équipage comme les influences de l'album, qui ont une influence sur lui depuis son enfance. Dans les entrevues, Tinie et d'autres artistes ont annoncé qu'ils travaillaient ensemble sur son album comme Labrinth, Dizzee Rascal, Ellie Goulding, Big Sean et Emeli Sandé.
Le prochain single de l'album, Les Enfants du Soleil, mettant en vedette John Martin, a été produit par iSHi et a été créée le Zane Lowe, s' de la BBC Radio 1 spectacle le 12 septembre. Il a été libéré le 28 octobre au Royaume-Uni et cartographié au nombre de six dans le royaume-UNI. Le 16 septembre, pour la promotion de son prochain Royaume-Uni arena tour, l'album de la piste Ne pas vendre live at the O2 Arena a été transféré à l'O2 chaîne YouTube. Tempah effectuées à l'Université de Keele, le 8 octobre, à la surprise de l'événement. Le 19 octobre 2013, Tinie Tempah a été élu meilleur Royaume-Uni Hip-Hop/Grime Loi à la MOBO Awards 18e anniversaire.
L'album, de Démonstration, a été publié le 4 novembre 2013,[réf. nécessaire] entrer dans le UK Albums Chart au nombre de trois. Démonstration également fait ses débuts au nombre de vingt-deux sur l'Australien charts et le nombre quarante sur la Nouvelle-Zélande charts. Tinie a annoncé un troisième single, avec Labrinth, intitulé Amant pas un combattant qui sortira en février 2014. En avril, Tinie publié la vidéo de musique pour la Démonstration quatrième single, 5 Minutes. La chanson a été produite par la BBC Radio 1 DJ Zane Lowe, et a été conçu par Rob Swire.
Tinie fonctionnalités sur un remix vocal de l'2013 DVBBS et Borgeous instrumentale EDM hit Tsunami, intitulé le Tsunami (Saut), qui a été publié par Ministry of Sound en 2014 et en tête de la UK Singles Chart. Tinie dispose également sur Cheryl Coles'retour en piste Crazy Stupid Love, qui est allé droit au numéro 1 de la vente de 118 000 exemplaires dans sa première semaine, en lui donnant son cinquième numéro 1 seul. Tinie suivi Cole pour les juges de maisons sur The X Factor diffusée en octobre de la même année. Au cours de son séjour à Dunedin pour l'université d'Otago de la semaine d'orientation, Tempah réalisée à la fois sur la scène et dans la chambre à coucher au château de la Rue de plat de.

### 2015: Youth
Le 21 juin 2015, Tempah sort le premier single de son troisième album studio, Not Letting Go, une collaboration avec Jess Glynne. Pour promouvoir le single, il l'interprète aux côtés de Sasha Keable dans The Graham Norton Show le 19 juin, Jess Glynne étant indisponible en raison d'une opération de chirurgie des cordes vocales peu de temps auparavant. Le single s'affiche à la première place au classement britannique dès le 28 juin 2015, donnant à Tempah son sixième single numéro un. La semaine du 23 octobre 2015, Tempah réalise son septième single numéro un au Royaume-Uni avec Turn the Music Louder (Rumble), une chanson de KDA, accompagnée de la voix de l'auteure-compositrice-interprète anglaise Katy B. En décembre 2015, Tempah sort la mixtape Junk Food, dans lequel on retrouve des collaborations avec un grand nombre d'artistes britanniques. Le single Girls Like avec Zara Larsson, le deuxième issu de Youth, sort en mai 2016. Le single atteint la cinquième place au UK Single Charts, puis est certifié Platine. Text from your Ex avec la chanteuse américaine Tinashe, le troisième single de Youth, atteint la vingt-troisième place au UK Single Charts.
L'album Youth sort le 14 avril 2017 chez Parlophone et Disturbing London Records. L'album démarre à la neuvième place UK Albums Chart, permettant à Tempah d'atteindre pour la troisième fois le top 10 avec un de ses albums.

## Autres activités
Tempah est également une figure de la mode britannique. En 2012, il a été nommé « l'homme le mieux habillé » par le magazine GQ. En 2015, il est choisi comme le nouvel ambassadeur pour la présentation des collections « homme » à Londres, en remplacement de Nick Grimshaw.
En 2016, une séance photo réalisée pour lui par la photographe TY Bello dans les rues de Lagos a révélé une jeune femme, Olajumoke Orisaguna, alors vendeuse ambulante de pains dans ces mêmes rues, qui était apparue à quelques mètres de celui-ci, tout aussi élégante que la star de la chanson, en arrière-plan, avec une allure de reine, une robe en organdi rouge, un legging aux couleurs africaines et des tongues aux pieds, mais aussi une corbeille à pain de taille impressionnante sur la tête,,. Les internautes, découvrant ces photos mises en ligne sur les réseaux sociaux, et ne pouvant croire que cette présence féminine remarquable par son élégance naturelle est un pur hasard, demande : « Mais qui est-elle ? Qui est cette jeune femme à côté du chanteur britannique ». TY Bello a dû partir à la recherche de cette jeune femme ainsi croisée. Ty Bello obtient de Olajumoke Orisaguna qu'elle fasse la couverture d'un supplément de mode du journal nigérian This Day, puis qu'elle signe avec une agence, l'agence Few Model Nigeria, créée par la top-modèle nigériane Bolaji Fawehinmi ce qui va lui permettre de devenir effectivement une mannequin.
En 2017, Tinie Tempah a lancé sa marque What We Wear .

## Vie personnelle
Tempah est catholique ; il dit : « Je crois vraiment en Dieu. Je prie autant que possible. Je pense qu'il est impératif d'avoir la foi ou la religion, parce que c'est bon d'avoir de la morale, pour être gentil envers les autres ».

## Discographie
- 2010 : La Découverte
- 2013 : Démonstration
- 2015 : Junk Food
- 2017 : De la jeunesse

## Tournées de concerts

### Acte principal
- 2011 : La Découverte
- 2014 : Démonstration De Tour

### Acte de soutien
- 2010 : Rihanna – Last Girl on Earth Tour – Royaume-Uni Leg
- 2011 : Usher – OMG Tour – Leg Européen
- 2015 : Le Script – Pas de son sans le silence de la tournée européenne de la jambe

## Prix et nominations
| Year | Event                        | Prize                              | Nominated work                               | Result     | Ref        |
| ---- | ---------------------------- | ---------------------------------- | -------------------------------------------- | ---------- | ---------- |
| 2010 | MOBO Awards                  | Best Newcomer                      | Lauréat                                      | [ 43 ]     |            |
| 2010 | MOBO Awards                  | Best Video                         | Frisky (featuring Labrinth)                  | [ 43 ]     | Lauréat    |
| 2010 | MOBO Awards                  | Best UK Act                        | Nomination                                   | [ 43 ]     |            |
| 2010 | MOBO Awards                  | Best Song                          | Pass Out                                     | [ 43 ]     | Nomination |
| 2010 | 4Music Video Honours         | Hottest Boy                        | Nomination                                   | [ 44 ]     |            |
| 2010 | 4Music Video Honours         | Hottest Hook-up                    | Frisky (featuring Labrinth)                  | [ 44 ]     | Nomination |
| 2010 | MP3 Music Awards             | The UGG Award (Urban/Garage/Grime) | Lauréat                                      | [ 45 ]     |            |
| 2010 | Urban Music Awards           | Best Newcomer                      | Lauréat                                      |            |            |
| 2010 | Urban Music Awards           | Best Video                         | Wonderman (featuring Ellie Goulding)         | Nomination |            |
| 2010 | Urban Music Awards           | Best Hip-Hop Act                   | Lauréat                                      |            |            |
| 2010 | Urban Music Awards           | Best Collaboration                 | Pass Out                                     | Lauréat    |            |
| 2010 | BT Digital Music Awards      | Breakthrough Artist of the Year    | Nomination                                   | [ 46 ]     |            |
| 2010 | BT Digital Music Awards      | Best Male Artist                   | Nomination                                   | [ 46 ]     |            |
| 2010 | BT Digital Music Awards      | Best Newcomer                      | Lauréat                                      | [ 46 ]     |            |
| 2010 | BT Digital Music Awards      | Best Video                         | Pass Out                                     | [ 46 ]     | Nomination |
| 2010 | BT Digital Music Awards      | Best Song                          | Pass Out                                     | [ 46 ]     | Nomination |
| 2010 | UK Festival Awards           | Breakthrough Artist                | Lauréat                                      | [ 47 ]     |            |
| 2010 | MTV Europe Music Awards      | Best UK and Ireland New Act        | Nomination                                   | [ 48 ]     |            |
| 2011 | South Bank Awards            | Pop Music                          | Disc-Overy                                   | Nomination | [ 49 ]     |
| 2011 | Brit Awards                  | Best British Male                  | Nomination                                   | [ 50 ]     |            |
| 2011 | Brit Awards                  | Best Breakthrough Act              | Lauréat                                      | [ 50 ]     |            |
| 2011 | Brit Awards                  | Best Single                        | Pass Out                                     | [ 50 ]     | Lauréat    |
| 2011 | Brit Awards                  | Album of the Year                  | Disc-Overy                                   | [ 50 ]     | Nomination |
| 2011 | Ivor Novello Awards          | Best Contemporary Song             | Pass Out                                     | Lauréat    | [ 51 ]     |
| 2011 | BET Awards                   | Best International Act: UK         | Lauréat                                      | [ 52 ]     |            |
| 2011 | MOBO Awards                  | Best UK Hip Hop/Grime Act          | Lauréat                                      | [ 53 ]     |            |
| 2011 | MOBO Awards                  | Best Album                         | Disc-Overy                                   | Nomination |            |
| 2011 | MOBO Awards                  | Best Song                          | Hitz (Chase & Status featuring Tinie Tempah) | Nomination |            |
| 2011 | MOBO Awards                  | Best Song                          | Wonderman (featuring Ellie Goulding)         | Nomination |            |
| 2011 | MOBO Awards                  | Best UK Act                        | Nomination                                   |            |            |
| 2011 | Mercury Prize                | Album of the Year                  | Disc-Overy                                   | Nomination |            |
| 2012 | Nigeria Entertainment Awards | Best International Artist          | Lauréat                                      | [ 54 ]     |            |
| 2013 | Brit Awards                  | British Single of the Year         | R.I.P. (Rita Ora featuring Tinie Tempah)     | Nomination |            |
| 2013 | MOBO Awards                  | Best UK Hip Hop/Grime Act          | Lauréat                                      |            |            |
| 2014 | BET Awards                   | Best International Act: UK         | Nomination                                   | [ 55 ]     |            |
| 2015 | MOBO Awards                  | Best Song                          | Not Letting Go                               | Nomination | [ 55 ]     |
| 2017 | Brit Awards                  | British Single of the Year         | Girls Like (featuring Zara Larsson)          | Nomination |            |
| 2017 | Brit Awards                  | British Video                      | Girls Like (featuring Zara Larsson)          | Nomination |            |